# U.S. Route 71
U.S. Route 71 (ou U.S. Highway 71) é uma autoestrada dos Estados Unidos.
Faz a ligação do Sul para o Norte. A U.S. Route 71 foi construída em 1926 e tem 1 532 milhas (2 465 km).

## Principais ligações
Autoestrada 49 em Alexandria

 Autoestrada 20 em Shreveport

 Autoestrada 30 em Texarkana

 Autoestrada 40 perto de Fort Smith

 Autoestrada 70 em Kansas City

 Autoestrada 80 perto de Atlantic

 Autoestrada 90 perto de Jackson